# Mistrzostwa Łotwy w piłce siatkowej mężczyzn (2021)
Mistrzostwa Łotwy w piłce siatkowej mężczyzn 2021 − 29. sezon mistrzostw Łotwy w piłce siatkowej po odzyskaniu przez to państwo niepodległości. Zorganizowany  został przez Łotewski Związek Piłki Siatkowej (Latvijas volejbola federācija, LVF). Zainaugurowany został 27 lutego 2021 roku.
W Mistrzostwach Łotwy 2021 uczestniczyły cztery drużyny grające w lidze bałtyckiej. Rozgrywki składały się z półfinałów, meczów o 3. miejsce i finałów. Dodatkowo rozegrany został dwumecz o rozstawienie w półfinałach pomiędzy VK Biolars Jełgawa a Daugavpils Universitāte/Ezerzeme, ponieważ oba kluby wycofały się z ligi bałtyckiej.
Po raz trzeci mistrzem Łotwy został klub SK Jēkabpils Lūši, który w finale pokonał RTU Robežsardze/Jūrmala. Trzecie miejsce zajął Daugavpils Universitāte/Ezerzeme.

## System rozgrywek
W Mistrzostwach Łotwy 2021 brały udział cztery drużyny grające w lidze bałtyckiej, tj.: SK Jēkabpils Lūši, RTU Robežsardze/Jūrmala, Daugavpils Universitāte/Ezerzeme oraz VK Biolars Jełgawa. Rozgrywki składały się z półfinałów, meczów o 3. miejsce oraz finałów.
Drużyny rozstawione zostały na podstawie miejsc zajętych w fazie zasadniczej ligi bałtyckiej. Ze względu na fakt, że kluby Daugavpils Universitāte/Ezerzeme oraz VK Biolars Jełgawa wycofały się z ligi bałtyckiej w trakcie sezonu, musiały one rozegrać między sobą mecze o rozstawienie. Rywalizacja odbywała się w formie dwumeczu.  Za zwycięstwo 3:0 lub 3:1 drużyna otrzymywała 3 punkty, za zwycięstwo 3:2 – 2 punkty, za porażkę 2:3 – 1 punkt, natomiast za porażkę 1:3 lub 0:3 – 0 punktów. Jeżeli po rozegraniu dwumeczu obie drużyny zdobyły taką samą liczbę punktów, o rozstawieniu decydował tzw. złoty set grany do 15 punktów z dwoma punktami przewagi jednej z drużyn. Zwycięzca dwumeczu rozstawiony został z numerem 3, natomiast przegrany z numerem 4.
Pary półfinałowe powstały na podstawie rozstawienia według klucza: 1-4; 2-3. Wygrani w parach półfinałowych walczyli o mistrzostwo Łotwy w finałach, przegrani natomiast grali o 3. miejsce.
W półfinałach i w meczach o 3. miejsce rywalizacja toczyła się do dwóch zwycięstw ze zmianą gospodarza po każdym meczu. Gospodarzem pierwszego spotkania był zespół wyżej rozstawiony. W finałach natomiast drużyny grały do trzech zwycięstw. Gospodarzem pierwszego i czwartego meczu była drużyna niżej rozstawiona, natomiast drugiego, trzeciego i piątego spotkania – zespół wyżej rozstawiony.

## Drużyny uczestniczące
| | Mistrzostwa Łotwy 2021           |   |    |
| --- | -------------------------------- | - | -- |
| JĒK | SK Jēkabpils Lūši                | — | Ch |
| RTU | RTU Robežsardze/Jūrmala          | — | Ch |
| DU/E | Daugavpils Universitāte/Ezerzeme | — |    |
| BIO | VK Biolars Jełgawa               | — |    |
| Oznaczenia: - kolumna pierwsza – skróty nazw drużyn wpisane na mapie (jeśli ta została zamieszczona), - kolumna trzecia – miejsce zajęte przez daną drużynę w poprzednim sezonie. |                                  |   |    |

- Ze względu na szerzenia się zakażeń wirusem SARS-CoV-2 w sezonie 2019/2020 mistrzostwa Łotwy nie odbyły się.

## Rozgrywki

### Drabinka
|  |           |                                  |                                  |                                  |                    |   |   |                   |        |        |        |        |        |        |
|  | Półfinały | Półfinały                        | Półfinały                        | Półfinały                        | Półfinały          |   |   | Finały            | Finały | Finały | Finały | Finały | Finały | Finały |
|  | Półfinały | Półfinały                        | Półfinały                        | Półfinały                        | Półfinały          |   |   | Finały            | Finały | Finały | Finały | Finały | Finały | Finały |
|  |           |                                  |                                  |                                  |                    |   |   |                   |        |        |        |        |        |        |
|  |           |                                  |                                  |                                  |                    |   |   |                   |        |        |        |        |        |        |
|  | 1         | SK Jēkabpils Lūši                | 3                                | 3                                |                    |   |   |                   |        |        |        |        |        |        |
|  | 1         | SK Jēkabpils Lūši                | 3                                | 3                                |                    |   |   |                   |        |        |        |        |        |        |
|  | 4         | VK Biolars Jełgawa               | 0                                | 0                                |                    |   |   |                   |        |        |        |        |        |        |
|  | 4         | VK Biolars Jełgawa               | 0                                | 0                                |                    |   | 1 | SK Jēkabpils Lūši | 2      | 0      | 3      | 3      | 3      |        |
|  |           |                                  |                                  |                                  |                    |   | 1 | SK Jēkabpils Lūši | 2      | 0      | 3      | 3      | 3      |        |
|  |           |                                  | 2                                | RTU Robežsardze/Jūrmala          | 3                  | 3 | 1 | 1                 | 0      |        |        |        |        |        |
|  | 2         | RTU Robežsardze/Jūrmala          | 2                                | RTU Robežsardze/Jūrmala          | 3                  | 3 | 1 | 1                 | 0      | 3      | 3      |        |        |        |
|  | 2         | RTU Robežsardze/Jūrmala          |                                  |                                  |                    |   |   |                   |        |        |        |        |        |        |
|  | 3         | Daugavpils Universitāte/Ezerzeme | 1                                | 1                                |                    |   |   |                   |        |        |        |        |        |        |
|  | 3         | Daugavpils Universitāte/Ezerzeme | 1                                | 1                                | Mecze o 3. miejsce |   |   |                   |        |        |        |        |        |        |
|  |           |                                  |                                  |                                  |                    |   |   |                   |        |        |        |        |        |        |
|  |           |                                  |                                  |                                  |                    |   |   |                   |        |        |        |        |        |        |
|  |           |                                  |                                  |                                  |                    |   |   |                   |        |        |        |        |        |        |
|  | 3         | Daugavpils Universitāte/Ezerzeme | Daugavpils Universitāte/Ezerzeme | Daugavpils Universitāte/Ezerzeme | 3                  | 3 |   |                   |        |        |        |        |        |        |
|  | 3         | Daugavpils Universitāte/Ezerzeme | Daugavpils Universitāte/Ezerzeme | Daugavpils Universitāte/Ezerzeme | 3                  | 3 |   |                   |        |        |        |        |        |        |
|  | 4         | VK Biolars Jełgawa               | VK Biolars Jełgawa               | VK Biolars Jełgawa               | 2                  | 0 |   |                   |        |        |        |        |        |        |
|  | 4         | VK Biolars Jełgawa               | VK Biolars Jełgawa               | VK Biolars Jełgawa               | 2                  | 0 |   |                   |        |        |        |        |        |        |

### Mecze o rozstawienie
(dwumecz)
| Data               | Godz.              | Gospodarz                        | Rezultat                         | Gość                             | Widzów                           |
| ------------------ | ------------------ | -------------------------------- | -------------------------------- | -------------------------------- | -------------------------------- |
| VK Biolars Jełgawa | VK Biolars Jełgawa | VK Biolars Jełgawa               | 0 – 2 (0 – 6)                    | Daugavpils Universitāte/Ezerzeme | Daugavpils Universitāte/Ezerzeme |
| 27.02.2021         | 16:00              | VK Biolars Jełgawa               | 1:3 (18:25, 25:17, 19:25, 21:25) | Daugavpils Universitāte/Ezerzeme | 0                                |
| 28.02.2021         | 17:00              | Daugavpils Universitāte/Ezerzeme | 3:0 (25:21, 26:24, 25:13)        | VK Biolars Jełgawa               | 0                                |

### Półfinały
(do dwóch zwycięstw)
| Data                        | Godz.                       | Gospodarz                        | Rezultat                         | Gość                                 | Widzów                               |
| --------------------------- | --------------------------- | -------------------------------- | -------------------------------- | ------------------------------------ | ------------------------------------ |
| SK Jēkabpils Lūši (1)       | SK Jēkabpils Lūši (1)       | SK Jēkabpils Lūši (1)            | 2 – 0                            | (4) VK Biolars Jełgawa               | (4) VK Biolars Jełgawa               |
| 04.03.2021                  | 19:00                       | SK Jēkabpils Lūši                | 3:0 (25:17, 25:22, 25:20)        | VK Biolars Jełgawa                   | 0                                    |
| 06.03.2021                  | 16:00                       | VK Biolars Jełgawa               | 0:3 (11:25, 16:25, 12:25)        | SK Jēkabpils Lūši                    | 0                                    |
| RTU Robežsardze/Jūrmala (2) | RTU Robežsardze/Jūrmala (2) | RTU Robežsardze/Jūrmala (2)      | 2 – 0                            | (3) Daugavpils Universitāte/Ezerzeme | (3) Daugavpils Universitāte/Ezerzeme |
| 13.03.2021                  | 16:00                       | RTU Robežsardze/Jūrmala          | 3:1 (25:14, 19:25, 25:22, 25:23) | Daugavpils Universitāte/Ezerzeme     | 0                                    |
| 14.03.2021                  | 16:00                       | Daugavpils Universitāte/Ezerzeme | 1:3 (22:25, 26:24, 20:25, 22:25) | RTU Robežsardze/Jūrmala              | 0                                    |

Uwaga: Drużyny zostały rozstawione na podstawie tabeli ligi bałtyckiej z dnia 28 lutego 2021 roku. Wówczas klub SK Jēkabpils Lūši był wyżej w tabeli niż klub RTU Robežsardze/Jūrmala.

### Mecz o 3. miejsce
(do dwóch zwycięstw)
| Data                                 | Godz.                                | Gospodarz                            | Rezultat                               | Gość                             | Widzów                 |
| ------------------------------------ | ------------------------------------ | ------------------------------------ | -------------------------------------- | -------------------------------- | ---------------------- |
| Daugavpils Universitāte/Ezerzeme (3) | Daugavpils Universitāte/Ezerzeme (3) | Daugavpils Universitāte/Ezerzeme (3) | 2 – 0                                  | (4) VK Biolars Jełgawa           | (4) VK Biolars Jełgawa |
| 20.03.2021                           | 16:00                                | VK Biolars Jełgawa                   | 2:3 (20:25, 25:21, 27:25, 20:25, 8:15) | Daugavpils Universitāte/Ezerzeme | 0                      |
| 27.03.2021                           | 16:00                                | Daugavpils Universitāte/Ezerzeme     | 3:0 (25:23, 25:22, 25:21)              | VK Biolars Jełgawa               | 0                      |

### Finał
(do trzech zwycięstw)
| Data                  | Godz.                 | Gospodarz               | Rezultat                               | Gość                        | Widzów                      |
| --------------------- | --------------------- | ----------------------- | -------------------------------------- | --------------------------- | --------------------------- |
| SK Jēkabpils Lūši (1) | SK Jēkabpils Lūši (1) | SK Jēkabpils Lūši (1)   | 3 – 2                                  | (2) RTU Robežsardze/Jūrmala | (2) RTU Robežsardze/Jūrmala |
| 21.03.2021            | 19:10                 | RTU Robežsardze/Jūrmala | 3:2 (25:17, 18:25, 25:18, 15:25, 15:9) | SK Jēkabpils Lūši           | 0                           |
| 24.03.2021            | 19:40                 | SK Jēkabpils Lūši       | 0:3 (22:25, 13:25, 24:26)              | RTU Robežsardze/Jūrmala     | 0                           |
| 28.03.2021            | 19:10                 | SK Jēkabpils Lūši       | 3:1 (25:22, 25:22, 25:27, 36:34)       | RTU Robežsardze/Jūrmala     | 0                           |
| 01.04.2021            | 19:40                 | RTU Robežsardze/Jūrmala | 1:3 (16:25, 25:23, 18:25, 23:25)       | SK Jēkabpils Lūši           | 0                           |
| 03.04.2021            | 19:10                 | SK Jēkabpils Lūši       | 3:0 (25:21, 25:17, 25:20)              | RTU Robežsardze/Jūrmala     | 0                           |

## Klasyfikacja końcowa
| Lp. | Drużyna                          |
| --- | -------------------------------- |
| 1.  | SK Jēkabpils Lūši                |
| 2.  | RTU Robežsardze/Jūrmala          |
| 3.  | Daugavpils Universitāte/Ezerzeme |
| 4.  | VK Biolars Jełgawa               |

     Eliminacje Ligi Mistrzów 2021/2022
     Puchar Challenge 2021/2022